# Schlotheimia laete-virens
Schlotheimia laete-virens là một loài rêu trong họ Orthotrichaceae. Loài này được Broth. mô tả khoa học đầu tiên năm 1894.